# L'era glaciale 4 - Continenti alla deriva
L'era glaciale 4 - Continenti alla deriva (Ice Age: Continental Drift) è un film d'animazione del 2012 diretto da Steve Martino e Mike Thurmeier. Prodotto da 20th Century Animation in collaborazione con la Blue Sky Studios, si tratta del quarto capitolo della famosa serie cinematografica L'era glaciale.
Il film è uscito negli Stati Uniti il 13 luglio 2012. Nonostante abbia ricevuto recensioni contrastanti dalla critica, ha incassato 877,2 milioni di dollari in tutto il mondo, diventando così il quinto film di maggior incasso del 2012 e il film d'animazione con il maggior incasso del 2012.

## Trama
Scrat sta cercando ancora di seppellire la sua ghianda quando apre una fenditura e precipita fino al centro della Terra, causando una catastrofe planetaria dalla quale si innesca la deriva dei continenti.
Intanto, Manny è un padre iperprotettivo verso la figlia Pesca, che non è più una cucciola, ma un’adolescente esuberante, la quale passa le giornate con un suo amico talpa di nome Louis (un riccio che si comporta come una talpa), con cui aveva avuto una relazione. Però lei desidera frequentare i suoi coetanei tra cui Ethan, per cui ha una cotta. Nel frattempo, Sid si riunisce con la sua famiglia, che lo aveva abbandonato e che lo abbandona nuovamente, lasciandogli Nonnina, considerata un peso. Ignorando le proibizioni del padre, Pesca insieme all'amico Louis, si dirige verso le cascate, dove si riuniscono i giovani, ma viene sorpresa da Manny che la sgrida davanti a tutti. Pesca, furiosa, gli dice che non lo vorrebbe come padre.
In quel momento avviene la separazione dei continenti, che divide Manny, Sid e Diego da Ellie e Pesca. I tre si salvano su un iceberg galleggiante e, mentre vanno alla deriva, Manny dice a Ellie e Pesca di dirigersi insieme al resto del branco verso un ponte poco distante, dove poi si sarebbero ritrovati. Dopo essere riusciti a sopravvivere a una tempesta e dopo aver scoperto di avere con sé anche Nonnina, fino a quel momento addormentata all'interno di un albero, gli amici vengono catturati da un gruppo di pirati spietatamente determinati, guidati da capitan Sbudella (un Gigantopiteco) e dal suo primo ufficiale, una tigre dai denti a sciabola albina di nome Shira. I protagonisti si rifiutano di unirsi all'equipaggio e Sid e Nonnina vengono condannati a camminare sull'asse. Dopo una lotta, Manny distrugge la nave nemica, spezzandola in due e facendo cadere in acqua tutti i pirati.
Dopo qualche giorno di navigazione il branco e Shira, abbandonata dalla ciurma di Sbudella ma ancora fedele al suo capitano, raggiungono un'isola. Qui scoprono che i pirati hanno assoggettato degli animaletti, gli iraci, per farsi costruire una nuova nave. Manny progetta di rubarla e tornare a casa con il loro aiuto dopo che Sid è riuscito a comunicare con essi. Più tardi, Shira (tenuta prigioniera) e Diego discutono e qui si conoscono più intimamente: lui dice di aver lasciato il suo branco di tigri perché non condivideva la loro mentalità e anche lei dice di aver fatto lo stesso. Nonostante ciò, la differenza è che Diego ha veri amici, mentre Shira invece no.
Il giorno dopo Shira scappa e si riunisce alla ciurma di Sbudella, pronta a partire, ma il capitano rimane deluso di lei perché non ha ucciso Manny. Allora lo scimmione la degrada e le ordina con le minacce di eliminare Diego. Qui la femmina di tigre inizia a capire che Sbudella non è un amico e deve obbedirgli, se non vuole morire per mano sua. Il gruppo riesce a rubare la nave di Sbudella, ma prima che anche Diego possa salire, Shira lo attacca: anche se riesce a convincerla a venire via con lui, lei, essendosi affezionata a lui, decide di bloccare Sbudella che stava per raggiungerli. Ma il primate non si arrende; a quel punto, spacca un gigantesco blocco di ghiaccio in due, creando una nuova nave e giurando vendetta. Pesca, intanto, per essere accettata da Ethan e dalla sua cerchia dice di non essere amica di Louis, ma si fa sentire proprio dalla talpa che, ferito, la evita. Allora la giovane mammut si pente del proprio atteggiamento e capisce che i suoi nuovi amici si divertono a rischiare spesso la vita, trovando il pericolo come una forma di gioco e di divertimento.
Dopo esser sfuggiti a delle sirene, gli amici raggiungono il continente, scoprendo con orrore che Sbudella, arrivato lì per primo, ha fatto crollare il ponte e preso in ostaggio Shira, Ellie, Pesca e tutti gli altri animali al fine di distruggere tutto ciò che è caro a Manny. Quando tutto sembra precipitare compare sulla scena Amorina, una gigantesca balena preistorica addomesticata da Nonnina e grazie al suo aiuto la ciurma dei pirati viene sconfitta. Louis dimostra il suo grande amore verso Pesca e sfida Sbudella con grande coraggio e Pesca stessa lo stordisce usando le sue competenze di opossum ereditate da Ellie, salvando la madre. Sbudella non è sconfitto: si rialza e attacca Manny, ma alcuni strati rocciosi del continente crollano in mare, disintegrando la nave e facendo sì che il mammut e la scimmia si battano su un pezzo di ghiaccio che scorre a tutta velocità verso l'oceano. Dopo aver avuto la meglio sul nemico, Manny viene salvato da Amorina, mentre Sbudella viene attirato e divorato da una sirena che ha preso le sembianze di una femmina della sua specie. Manny e la sua famiglia si ricongiungono e Shira diventa la compagna di Diego. Con la vecchia casa distrutta, gli altri animali raggiungono con la nave una nuova terra dove stabilirsi e ricominciare la loro vita.
Nel frattempo Scrat arriva a "Scratlantide", una terra dove altri scoiattoli come lui hanno abbandonato l'essenza di puri roditori per elevarsi attraverso lo studio delle scienze. Scrat, sopraffatto dalla propria natura di roditore, si avventa su tutte le ghiande dell'isola fino a prenderne una gigantesca, che però fungeva da tappo, facendo inavvertitamente affondare la città. Si ritrova così da solo nel deserto del Nevada, senza più ghiande, e si mette a urlare.
Alla fine Sid, Manny, Diego, Ellie, Pesca, Crash, Eddie, Nonnina, Shira, Louis, Steffie e Ethan (durante i titoli di coda) cantano una canzone e ballano, festeggiando insieme il ricongiungimento con la loro famiglia.

## Produzione
Nel 2010 fu annunciato che dopo il terzo film ci sarebbe stato un altro film e che erano in trattative con il cast. È stato poi confermato che L'era glaciale 4 - Continenti alla deriva sarebbe uscito nelle sale statunitensi il 13 luglio 2012 e il 28 settembre 2012 in quelle italiane.

## Promozione

### Trailer
Dopo l'uscita del trailer internazionale il 24 novembre 2011, il 5 gennaio 2012 è stato diffuso il trailer italiano del film.

## Distribuzione

### Data di uscita
Nelle sale statunitensi, il film è uscito il 13 luglio 2012, mentre in quelle italiane è arrivato il 28 settembre, distribuito dalla 20th Century Fox.

### Doppiaggio italiano
Il 25 giugno 2012 sono stati annunciati i doppiatori italiani del film, confermando la partecipazione di Claudio Bisio e Pino Insegno nei rispettivi ruoli di Sid e Diego, ed aggiungendo alcune voci nuove tra cui Francesco Pannofino per Capitan Sbudella e Filippo Timi per Manny (al posto di Leo Gullotta). La canzone del finale del film "Unici" (We Are Family) in italiano è cantata da Claudio Bisio, Pino Insegno, Filippo Timi, Ada Perotti, Roberta Lanfranchi e Cristina Noci.

### Edizione home video
La cantante italiana Annalisa è stata scelta per cantare il brano Pirati, non presente in alcun disco, ma uscito come singolo e come esclusiva della pellicola e presente nel DVD, Blu-ray, Blu-ray 3D e Digital HDTM del film in uscita l'11 gennaio 2013. Il brano, in rotazione radiofonica dal 5 gennaio 2013, è anch'esso disponibile in download digitale dall'11 gennaio 2013. Il testo è ispirato al personaggio di Shira che compare per la prima volta in questo capitolo. Dallo stesso è stato pubblicato il video musicale ufficiale, in anteprima il 4 gennaio 2013 ed universalmente il giorno seguente, con presenti scene del film.
Il film è stato reso disponibile su Disney+ il 1º marzo 2020 negli Stati Uniti e il 28 marzo 2020 in Italia.

## Accoglienza

### Incassi
Gli incassi hanno sfiorato il record del terzo episodio.
In Nord America, il film ha guadagnato $ 16,7 milioni nel suo giorno di apertura e $ 46,6 milioni nel suo weekend di apertura, che è stato il secondo miglior weekend di apertura di un film della serie omonima, dietro solo L'era glaciale 2 - Il disgelo ($ 68 milioni). Al suo fine settimana di apertura mondiale ha incassato $ 126,9 milioni.
Costato $ 95,000,000, L'era glaciale 4 ha incassato $ 161,321,843 in America e altri $ 715,922,939 nel resto del mondo, per un totale di $ 877,244,782.
È il quinto film con il maggior incasso del 2012, il secondo film con il maggior incasso in America Latina (dietro solo a The Avengers di Joss Whedon), il secondo film con il maggior incasso dell'omonimo franchise, il secondo film d'animazione col maggior incasso della 20th Century Studios/Blue Sky Studios, il film d'animazione col maggior incasso del 2012 ed il 21º film d'animazione con maggiori incassi nella storia del cinema.

### Critica
Su Rotten Tomatoes, il film ha un indice di gradimento del 37% basato su 134 recensioni e una valutazione media di 6,1/10. Il consenso critico del sito recita: "L'era glaciale 4 - Continenti alla deriva ha momenti di fascino e arguta farsa, ma spesso sembra accontentarsi di riciclare idee dai film precedenti". Su Metacritic ha un punteggio medio ponderato di 49 su 100, basato su 29 critici, indicando "recensioni contrastanti o nella media".
Roger Ebert del Chicago Sun-Times ha dato al film due stelle su quattro e ha dichiarato: "Guardare questo film è stato un esercizio triste per me. I personaggi sono maniacali e idioti, i dialoghi sono chiacchiere incessanti, l'azione è interamente al servizio del 3-D, e il film si basa su colori vivaci, molto rumore e alcune canzoni tra i momenti di colpo di frusta." Megan Lehmann di The Hollywood Reporter ha dichiarato che il film "È una storia familiare e prolungata, e l'umorismo manca della sottigliezza del primo e migliore Era glaciale, ma ci sono alcuni punti salienti visivamente inventivi". Simon Brew, scrivendo per Den of Geek, ha dato una recensione molto positiva a quattro stelle, scrivendo che "non solo L'era glaciale 4 è probabilmente il migliore del franchise fino ad ora, forse un po' sorprendentemente (dato che è un quarto film di un franchise, girato secondo un ciclo rigoroso), si è rivelato essere un film di successo per tutta la famiglia, completamente divertente". Oly Richard di Empire ha dato al film tre stelle su cinque, scrivendo che "Vecchi amici e nuove star al doppiaggio delizieranno i bambini con un amore infinito per l'animazione più semplice in circolazione. Un grande franchise va alla deriva".

## Riconoscimenti
- 2013 - Annie Award
  - Candidatura per i Migliori effetti animati in un film d'animazione ad Andrew Schneider
  - Candidatura per la Miglior musica in un film d'animazione movimentato a John Powell, Adam Schlesinger ed Ester Dean
  - Candidatura per la Miglior scenografia in un film d'animazione a Nash Dunnigan, Arden Chan, Jon Townley e Kyle Macnaughton
- 2013 - Artios Award
  - Candidatura per la Miglior realizzazione del casting in un film d'animazione a Christian Kaplan
- 2013 - ASCAP Award
  - Film al Top del Box Office a John Powell
- 2013 - Behind the Voice Actors Awards
  - Candidatura per il Miglior cast vocale a Ray Romano, Denis Leary, John Leguizamo, Queen Latifah, Keke Palmer, Chris Wedge, Seann William Scott, Josh Peck, Wanda Sykes, Jennifer Lopez, Alan Tudyk, Joy Behar, Patrick Stewart, Simon Pegg e Rebel Wilson

- 2013 - Black Reel Awards
  - Candidatura per il Miglior doppiaggio a Queen Latifah
  - Candidatura per il Miglior doppiaggio a Wanda Sykes
- 2013 - CinEuphoria Awards
  - Candidatura per il Miglior film d'animazione - Competizione Internazionale
- 2013 - Critics' Choice Awards
  - Candidatura per il Miglior film d'animazione
- 2013 - Kids' Choice Awards
  - Candidatura come miglior film d'animazione
- 2013 - MovieGuide Awards
  - Miglior film per famiglie
- 2013 - Russian National Movie Awards
  - Candidatura per il Miglior film d'animazione
- 2012 - Satellite Award
  - Candidatura per il Miglior film d'animazione o a tecnica mista

## Altri media

### Videogiochi
Nell'aprile 2012, per pubblicizzare il film, è stato posto in vendita su App Store e Google Play un videogioco per dispositivi mobili chiamato L'era glaciale - Il villaggio (Ice Age Village), sviluppato da Gameloft.
In questo videogioco, Sid, Manny, Diego, Ellie, Crash, Eddie, Pesca, Louis e Nonnina si impegnano per costruire un villaggio per gli abitanti "sfollati" a causa della catastrofe creata da Scrat.
Un videogioco simile è L'era glaciale le avventure (Ice age adventures) che presenta eroi, cattivi e animali dei diversi film. È sviluppato da
Gameloft
Nel luglio dello stesso anno venne pubblicato un altro titolo, intitolato L'era glaciale 4: Continenti alla deriva - Giochi polari, uscito per Wii, Nintendo DS, Nintendo 3DS, Xbox 360, PlayStation 3 e Microsoft Windows.

### Sequel
Originariamente il quarto capitolo era destinato ad essere l'ultimo film della saga, ma in seguito la Fox ha confermato un quinto capitolo, L'era glaciale - In rotta di collisione. Il film è uscito nelle sale statunitensi il 22 luglio 2016 e in quelle italiane un mese dopo..